# 스즈키 류가
스즈키 류가(일본어: 鈴木 隆雅, 1994년 2월 28일 ~ )는 일본의 축구 선수이다.

## 구단 경력
그는 2012년부터 J리그의 가시마 앤틀러스, 제프 유나이티드 지바, 도치기 SC, 에히메 FC, 도치기 시티에서 뛰었다.

## 국가대표팀 경력
그는 2011년 FIFA U-17 월드컵에 참가할 일본 U-17 국가대표팀에 발탁되었으며, 2경기에 출전했다.